# بوئنا ویستا، شهرستان گرنت، ویسکانسین
بوئنا ویستا (به انگلیسی: Buena Vista) یک منطقهٔ مسکونی در ایالات متحده آمریکا است که در Potosi (town) واقع شده‌است. بوئنا ویستا ۲۷۰٫۰۶ متر بالاتر از سطح دریا واقع شده‌است.